# Embargo del grano degli Stati Uniti contro l'Unione Sovietica
L'embargo del grano degli Stati Uniti contro l'Unione Sovietica fu attuato dal presidente statunitense Jimmy Carter nel gennaio del 1980 in risposta all'invasione dell'Afghanistan nel 1979 da parte dell'URSS. Durante la campagna per le elezioni presidenziali del 1980, il candidato repubblicano Ronald Reagan promise la fine dell'embargo, anche se il candidato democratico Jimmy Carter era intenzionato a mantenerlo. L'embargo fu interrotto nel 1981 in seguito all'elezione di Reagan.

## Cause
Alla base delle sanzioni economiche, vi erano l'invasione sovietica dell'Afghanistan avvenuta nel 1979 e la successiva instaurazione di una Repubblica Democratica, che portarono gli Stati Uniti a imporre l'embargo del grano e a boicottare i giochi olimpici del 1980 organizzati a Mosca.

## Effetti

### Unione Sovietica
L'Unione Sovietica ricevette ancora del grano dagli Stati Uniti, in base ad un accordo stipulato tra le due potenze nel 1975, secondo cui gli USA dovevano esportare 8 milioni di tonnellate di grano nell'URSS. Gli effetti dell'embargo sull'URSS furono minimi poiché il Paese fu in grado di sviluppare ulteriormente l'agricoltura in Ucraina e importare il grano da altri Paesi come quelli del Sud America, in particolare Venezuela e Brasile, a prezzi vantaggiosi. Anche quando l'embargo finì, l'URSS continuò a fare affidamento sul grano ucraino e sudamericano riducendo le importazioni dagli USA.

### Stati Uniti
Gli effetti dell'embargo sugli Stati Uniti furono numerosi ma non ebbe alcun impatto sui prezzi. Nel gennaio del 1980 il prezzo del grano era di 4,39 $ e di 5 $ nel gennaio del 1981, con un picco di 5,38 $ nel novembre del 1980. L'embargo influenzò le elezioni presidenziali del 1980. In diversi stati, gli agricoltori circondarono con i propri trattori gli uffici locali del Dipartimento dell'agricoltura degli Stati Uniti d'America (USDA) per protestare contro l'embargo.

## Figure chiave
La principale figura chiave dell'embargo fu il presidente Jimmy Carter, che voleva usare il cibo come un'arma contro il nemico. Carter credeva che se avesse tagliato le importazioni di grano sovietico, l'URSS non sarebbe stata più in grado di nutrire la popolazione e che quest'ultima si sarebbe schierata contro la guerra in Afghanistan. Un'altra figura chiave fu l'American Farm Bureau, che inizialmente si schierò favore dell'embargo perché vedeva una possibilità per gli agricoltori americani di vendere più grano per il mercato interno. Tuttavia, i prezzi del grano calarono e il malcontento si diffuse tra i contadini, che iniziarono a protestare contro le sanzioni all'URSS. Jimmy Carter cominciò a perdere popolarità e supporto, segnando la fine dell'embargo. Un anno dopo, Ronald Reagan prese il potere con l'appoggio del Farm Bureau e pose fine alle sanzioni. Nel 1980 si fece avanti un movimento di proteste e scioperi pacifici di contadini che presidiarono con i trattori le sedi locali del USDA. Le loro azioni riuscirono tuttavia ad attirare l'attenzione pubblica e contribuirono all'interruzione dell'embargo.